# Brasato al barolo
Il brasato al barolo è una tipica ricetta della cucina piemontese; si tratta di uno stufato cotto a lungo nell'omonimo vino.

## Preparazione
È preferibile utilizzare carne di bovini appartenenti alla razza piemontese (fassone), allevati secondo il disciplinare tipico di questa razza. Il taglio più adatto è il cosiddetto "arrosto della vena" o "cappello del prete", ricavato dal quarto anteriore.
In alternativa è possibile utilizzare altri vini rossi corposi, preferibilmente di vitigno nebbiolo, ma in tali casi si parlerà di brasato al vino rosso piuttosto che barolo, date le caratteristiche peculiari e inimitabili dello stesso.
La cottura, della durata di diverse ore, permette alla carne di insaporirsi degli aromi (spezie, erbe e verdure) presenti nel vino, oltre che di ammorbidirsi.
Talvolta il taglio di carne viene lasciato marinare a temperatura ambiente per mezza giornata nel vino, prima di passare alla cottura vera e propria, al fine di ammorbidire ulteriormente la carne, come avviene solitamente per la preparazione della selvaggina.